# Valentina Monetta
Valentina Monetta (* 1. března 1975, San Marino, San Marino) je sanmarinská popová a jazzová zpěvačka. V letech 2012, 2013, 2014 a 2017 reprezentovala San Marino na Eurovizi s písněmi "The Social Network Song", "Crisalide (Vola)", "Maybe" a "Spirit of the Night". Nejlepšího výsledku dosáhla v roce 2014, kdy postoupila do finále a obsadila 24. místo.

## Kariéra

### Počátky
Mezi hudební vzory Valentiny patří Ella Fitzgerald, Billie Holiday, Joni Mitchell či Whitney Houston. Monetta započala svoji kariéru vystupováním na jazzových a funkových hudebních akcích v San Marinu a Itálii. V roce 2001 se zúčastnila italské televizní soutěže Popstars. O rok později v rámci projektu Charme u Sony Music vydala singl "Sharp".
V roce 2006 se připojila k formaci 2Black, která spolupracovala mimo jiné s Papa Winniem, zpěvákem populárním především v Latinské Americe a Asii. O dva roky později se přihlásila do castingu, jehož vítěz měl odjet na Eurovizi. S písní "Se Non Ci Sei Tu" však neuspěla, vítězem se stala skupina MioDio. Debutové album Il Mio Gioco Preferito Valentina vydala v roce 2011 ve spolupráci s funkovou formací My Valentine.

### 2012 - 2014: Eurovize

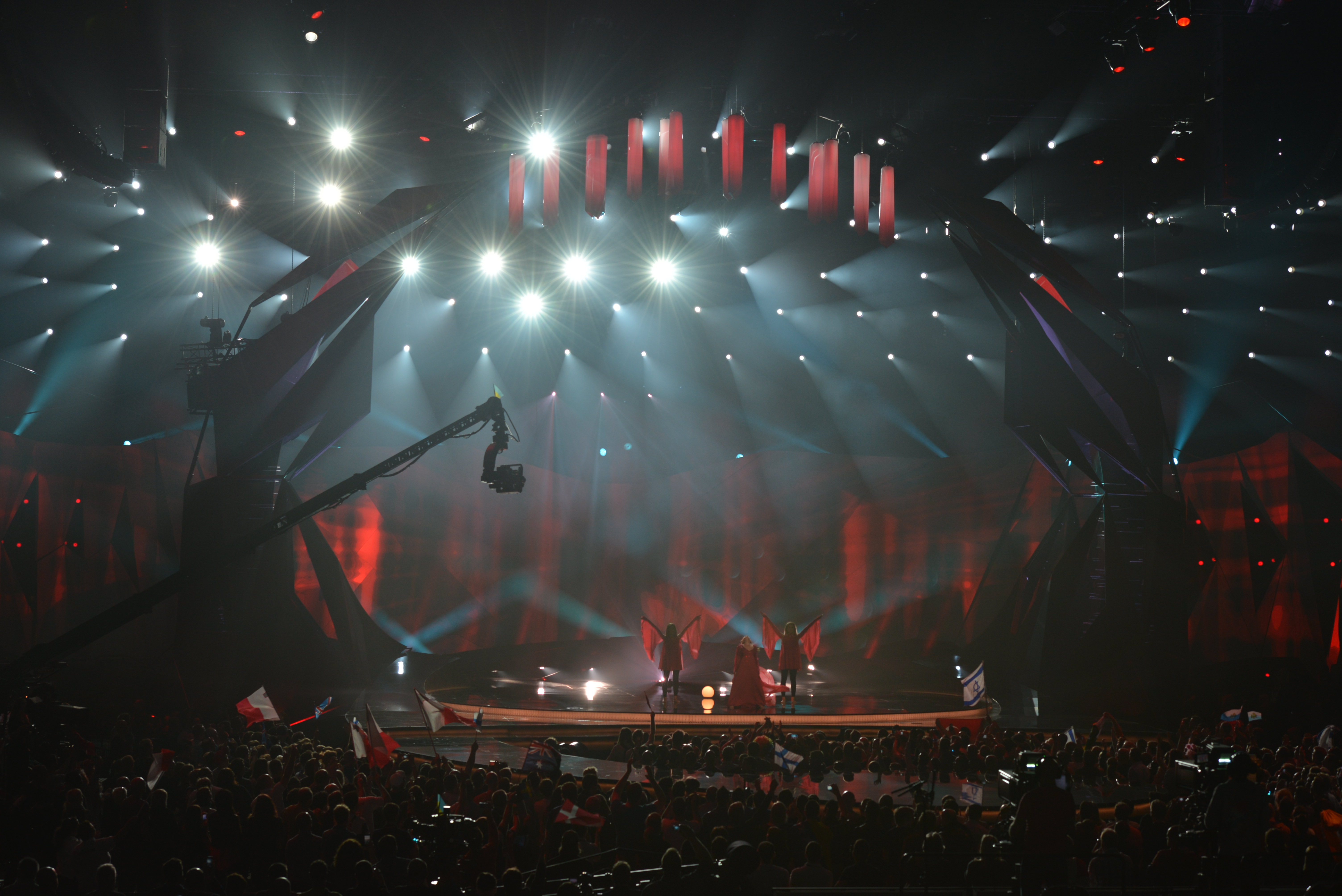
Valentina vystupuje na Eurovizi 2013 s písní "Crisalide (Vola)"

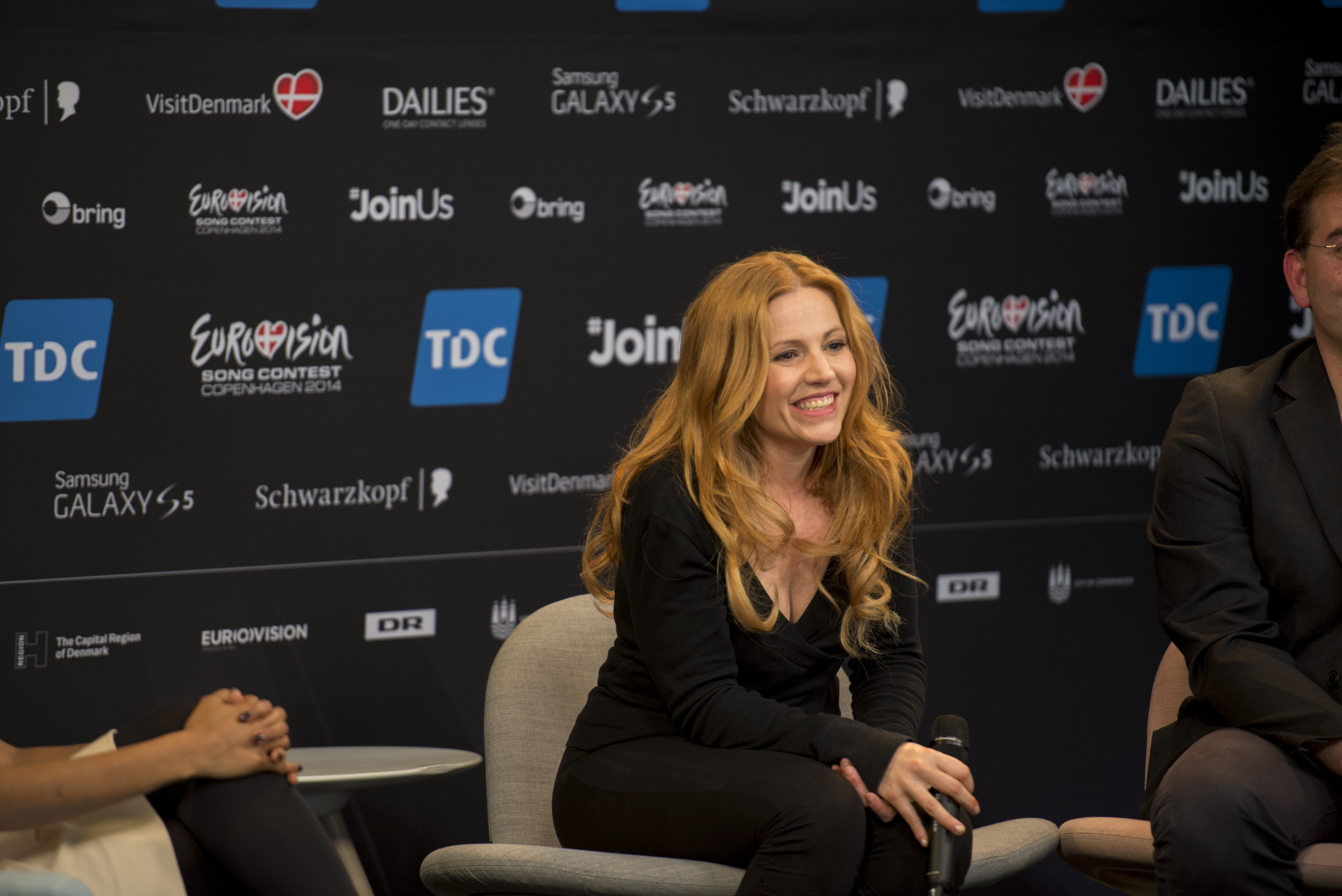
Valentina před Eurovizí 2014

V letech 2012, 2013 a 2014 byla Valentina interně nominována sanmarinskou veřejnoprávní televizí RTV coby reprezentantka San Marina na Eurovision Song Contest. V Baku v roce 2012 vystoupila s kontroverzní satirickou skladbou "The Social Network Song", která téměř nebyla na soutěž vpuštěna kvůli komerčnímu sdělení (úryvek textu hovořil o Facebooku). V semifinálovém kole obsadila až čtrnácté místo a nepostoupila do finále. Stejná situace se opakovala o rok později, kdy s favorizovaná písní "Crisalide (Vola)" v Malmö obsadila 11. místo v semifinále. O rok později
Dne 22. května 2012 vystoupila v prvním semifinále Eurovize v Baku (píseň byla představena pod názvem "The Social Network Song". San Marino se nedostalo mezi deset nejúspěšnějších semifinalistů a nepostoupilo proto do finále. San Marino obdrželo 31 bodů a obsadila 14. místo. O rok později obsadila 11. místo v semifinále s favorizovanou písní "Crisalide (Vola)", která navzdory neúspěchu sklidila značný úspěch mezi fanoušky soutěže. Postupu do finálového kola Monetta dosáhla při svém třetím a dle svých slov posledním pokusu - s písní "Maybe" obsadila ve finále 24. místo s 11 body. Je jedním ze čtyř interpretů, kteří na soutěži vystoupili ve třech za sebou jdoucích ročnících (dalšími jsou Lys Assia, Corry Brokken a Udo Jürgens).
V červenci 2013 Valentina představila své nové album La storia di Valentina Monetta, které zahrunuje verze písně "Crisalide (Vola)", ale i nové písně.

## Diskografie

### Alba
| Název alba                     | Detaily                                                                                 |
| ------------------------------ | --------------------------------------------------------------------------------------- |
| Il mio gioco preferito         | - Vydáno: 19. září 2011 - Vydavatel: MFV - Formát: digitální distribuce                 |
| La storia di Valentina Monetta | - Vydáno: 7. červenec 2013 - Vydavatel: Meteor Musik - Formát: CD, digitální distribuce |
| Sensibilità (Sensibility)      | - Vydáno: 4. duben 2014 - Vydavatel: Jupiter Records - Formát: CD, digitální distribuce |

### EP
| Název EP    | Detaily                                                                                   |
| ----------- | ----------------------------------------------------------------------------------------- |
| Sensibilità | - Vydáno: 4 červenec 2014 - Vydavatel: Jupiter Records - Formát: CD, digitální distribuce |

### Singly
Jako hlavní interpret
| Rok  | Název                                      | Album                          |
| ---- | ------------------------------------------ | ------------------------------ |
| 2012 | "The Social Network Song (Oh Oh-Uh-Oh-Oh)" | La storia di Valentina Monetta |
| 2013 | "Crisalide (Vola)"                         | La storia di Valentina Monetta |
| 2014 | "Maybe (Forse)"                            | Sensibilità (Sensibility)      |
| 2017 | "Spirit of the Night" (ft. Jimmie Wilson)  | žádné album                    |

Promo singly
| Rok  | Název                      | Album                          |
| ---- | -------------------------- | ------------------------------ |
| 2002 | "Sharp"                    | žádné album                    |
| 2008 | "Se Non Ci Sei Tu"         | žádné album                    |
| 2011 | "Una Giornata Bellissima"  | La storia di Valentina Monetta |
| 2012 | "I'll Follow the Sunshine" | La storia di Valentina Monetta |
| 2013 | "L'amore Verrà"            | La storia di Valentina Monetta |
| 2013 | "A Kiss"                   | Sensibilità (Sensibility)      |
| 2014 | "Sensibilità"              | Sensibilità (Sensibility)      |